# Radlina (województwo opolskie)
Radlina – osada w Polsce położona w województwie opolskim, w powiecie kluczborskim, w gminie Lasowice Wielkie.
W miejscowości nie ma zabudowy.